# Eusternbach
Der Eusternbach, im Oberlauf als Tollbach und im Mittellauf als Linzelbach bezeichnet, ist ein orografisch linkes Nebengewässer der Ems in Nordrhein-Westfalen, Deutschland. Er hat eine Länge von 15,9 km.

## Flussverlauf
Der Eusternbach entspringt als „Tollbach“ in den Beckumer Bergen innerhalb des Oelder Stadtteils Stromberg und fließt zunächst in südwestliche Richtung ab. Nach rund 1,8 Kilometern Fließstrecke wendet er sich östlicher Fließrichtung zu und durchquert das rund 12 Hektar große Naturschutzgebiet Tollbachtal, ein naturnahes Kerbtal.
Nach etwas mehr als fünf Kilometern Strecke fließt dem Gewässer linksseitig der ebenfalls aus Stromberg kommende Gassbach zu und wird ab diesem Punkt als „Linzelbach“ bezeichnet. Nach weiteren zwei Kilometern verlässt der Linzelbach das Oelder Stadtgebiet und bildet daraufhin, nun unter dem Namen „Eusternbach“, die Grenze zwischen der Gemeinde Langenberg und der Stadt Rheda-Wiedenbrück.
Nördlich der Bauerschaft Selhorst ändert der Eusternbach seine Fließrichtung nach Norden, nimmt den von links kommenden Holtgraben auf und tritt daraufhin endgültig in das Rheda-Wiedenbrücker Stadtgebiet ein. Nach Aufnahme des aus Batenhorst zulaufenden Patkenbaches und Querung der Bauerschaft Röckinghausen bildet der Eusternbach den westlichen Abschluss des Waldgebietes „Stadtholz“ und mündet daraufhin, im Süden des Stadtteils Wiedenbrück, linksseitig in die Ems.
Das Gewässer überwindet während seiner Fließstrecke einen Höhenunterschied von 72 Metern, somit ergibt sich ein mittleres Sohlgefälle von 4,5 ‰.

## Charakteristik
Der Lauf des Eusternbaches lässt sich in zwei Fließgewässertypen unterteilen: Von der Quelle bis zur Einmündung des Holtgrabens östlich von Batenhorst gilt das Gewässer als kiesgeprägter Tieflandbach (Typ 16), ab hier zählt der Bach mit zunehmend breiter werdender Flussaue bis zu seiner Mündung als Kleines Niederungsfließgewässer in Fluss- und Stromtälern (Typ 19).
Darüber hinaus lässt sich der Eusternbach zwei Fischregionen zuweisen: Von der Quelle bis zur Einmündung des Holtgrabens gehört das Gewässer zum „oberen Forellentyp Tiefland“, von dort aus bis zur Mündung zum „unteren Forellentyp Tiefland“.